# Adinaton
Adinaton (grč. αδύνατος = nemoguć; a- = bez, dynasthai = moguć) figura je u kojoj se hiperbola dovodi do granica nemogućeg.

## Primjeri adinatona
- Kad Sava poteče uzvodno.
- Kad na vrbi rodi grožđe.
- Lakše će deva proći kroz ušicu igle, nego bogataš ući u kraljevstvo nebesko. (Evanđelje po Mateju)